# Lewiston (Idaho)
Pour les articles homonymes, voir Lewiston.
Lewiston est une ville américaine du comté des Nez-Percés et située dans l'État de l'Idaho, à la frontière de l'État du Washington. Cette ville de 31 293 habitants fait partie d'une agglomération de plus de 50 000 habitants. Située dans la vallée de la Snake et de la Clearwater, la ville s'est développée grâce à l'industrie du papier et plus généralement celle du bois.

## Histoire
Le site fut « découvert » par les explorateurs Meriwether Lewis et William Clark en octobre 1805, il était alors sur le territoire des Indiens Nez-Percés.
En 1860, la bande criminelle d'Henry Plummer s'empare de la ville en exploitant la corruption des notables locaux. 
En 1863, Lewiston devient la capitale du Territoire de l'Idaho, mais elle fut très vite déplacée à Boise (en 1864). À noter que le nom de la ville vient de Meriwether Lewis, et celui de la ville se trouvant de l'autre côté de la Snake River, Clarkston, vient de William Clark.

## Démographie
| Groupe            | Lewiston | Idaho | États-Unis |
| ----------------- | -------- | ----- | ---------- |
| Blancs            | 93,9     | 89,1  | 72,4       |
| Métis             | 2,4      | 2,5   | 2,9        |
| Amérindiens       | 1,7      | 1,4   | 0,9        |
| Asiatiques        | 0,8      | 1,2   | 4,8        |
| Autres            | 0,8      | 5,3   | 6,4        |
| Afro-Américains   | 0,3      | 0,6   | 12,6       |
| Total             | 100      | 100   | 100        |
|                   |          |       |            |
| Latino-Américains | 2,8      | 11,2  | 16,7       |

Selon l'American Community Survey pour la période 2010-2014, 97,17 % de la population âgée de plus de 5 ans déclare parler l'anglais à la maison, 1,10 % déclare parler l'espagnol et 1,73 % une autre langue.
| 1880 | 1890 | 1900  | 1910  | 1920  | 1930  |
| ---- | ---- | ----- | ----- | ----- | ----- |
| 739  | 849  | 2 425 | 6 043 | 6 574 | 9 403 |

| 1940   | 1950   | 1960   | 1970   | 1980   | 1990   |
| ------ | ------ | ------ | ------ | ------ | ------ |
| 10 548 | 12 985 | 12 691 | 26 068 | 27 986 | 28 082 |

| 2000   | 2010   | - | - | - | - |
| ------ | ------ | - | - | - | - |
| 30 904 | 31 894 | - | - | - | - |

## Personnalités notables
- Charlotte May Pierstorff, fillette américaine expédiée chez sa grand-mère à Lewiston via le service des colis postaux des États-Unis en 1914, ayant vécu et enterrée dans cette ville.